# Cirencester
Cirencester je město v Anglii, v hrabství Gloucestershire. Leží na řece Churn, přítoku Temže. Má zhruba 20 tisíc obyvatel. Sídlí zde Royal Agricultural University, nejstarší zemědělská vysoká škola v anglicky mluvícím světě, založená roku 1840. Městské muzeum Corinium má rozsáhlou sbírku památek na římskou epochu, neboť až do římských časů historie tohoto prastarého města sahá. Corinium Dobunnorum byl název města právě v této době, tehdy šlo o druhé největší město římské Británie. Pojem Dobunnorum odkazuje na britonský kmen Dobunni, který měl oblast ve starověku obývat. Ve městě sídlí fotbalový klub Cirencester Town FC, ve znaku má římského vojáka, jako upomínku na antickou historii města. Cirencester Park Polo Club je nejstarším pólo klubem v Británii.

## Dějiny
Římané zde postavili pevnost roku 49. Britonové z nedaleké osady vytvořili její zázemí. Nejstarší písemná zmínka o městě se nachází ve spise Klaudia Ptolemaia z roku 150. Podrobnosti o provinciích Británie po Diokleciánových reformách kolem roku 296 jsou dosti nejasné, ale Corinium se tehdy patrně stalo hlavním městem nově zřízené provincie Britannia Prima.
Po pádu římského světa je osud města ještě nejasnější, ale podle některých historiků byl v Cirencesteru vzdělán učenec 6. století sv. Gilda, což by nasvědčovalo, že město zůstalo centrem vzdělanosti s vysokou kulturní úrovní. V roce 628 byla u Cirencesteru svedena bitva mezi králem Mercie Pendou a králi Wessexu Cynegilsem a Cwichelmem. Po invazi Normanů získal královský hrad hrabě z Herefordu, ale roku 1075 připadl anglické koruně. Roku 1117 zde Jindřich I. Anglický nechal vybudovat klášter. S opatstvím pak místní měšťané, kteří značně zbohatli díky obchodu s vlnou (tradice již z římských časů), dlouho vedli boje o to, aby se město mohlo stát obchodním městem (market town), což se jim nakonec podařilo. V tom jim pomohla anglická reformace a vlna rušení klášterů Jindřichem VIII.
Obchodní charakter si město uchovalo i během průmyslové revoluce a novověku, kdy mu v tom pomohla železnice a říční doprava po Temži.